# Ahrsteig

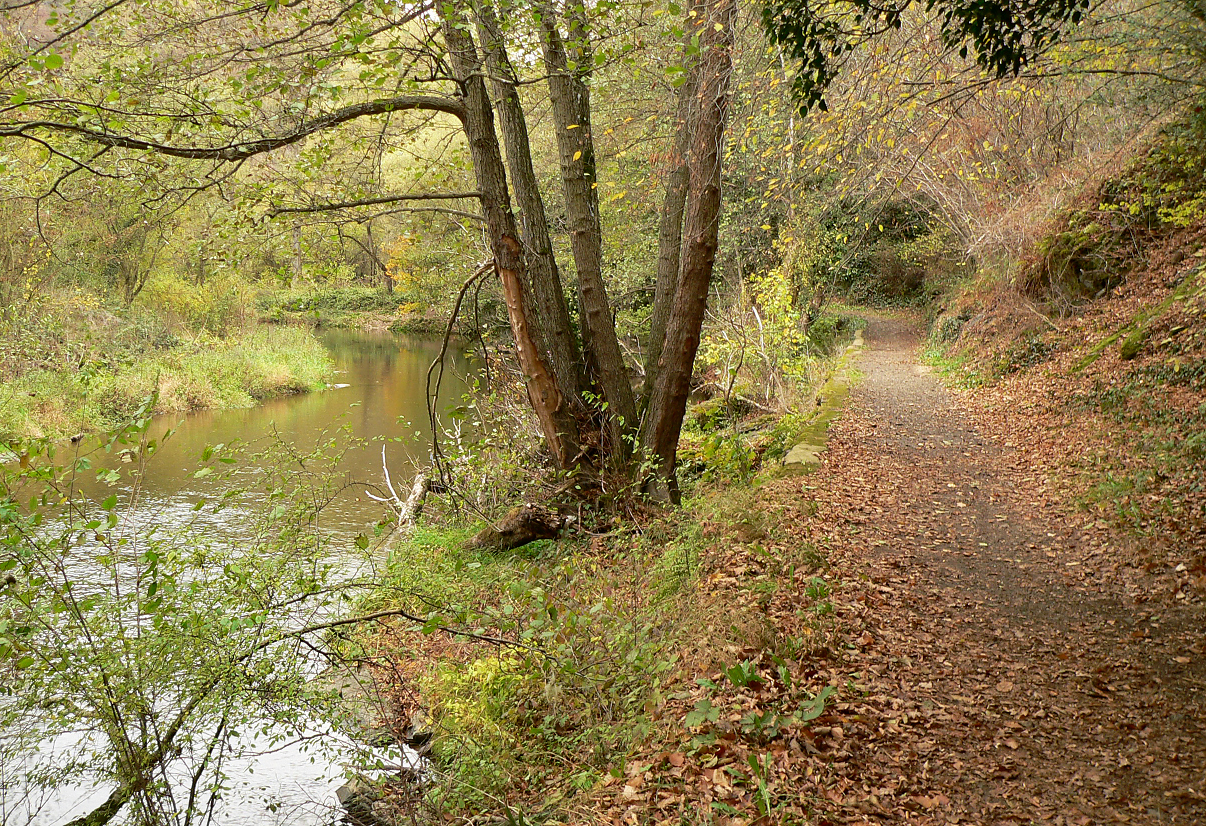
Ahrsteig an der Ahrschleife bei Altenahr

Der Ahrsteig ist ein 2012 eröffneter, rund 108 km langer Fernwanderweg im Ahrtal von Blankenheim im Ahrgebirge bis Sinzig am Rhein. Er verbindet den Rheinburgenweg mit dem Eifelsteig.
Während der Flutkatastrophe 2021 wurden mehrere Passagen des AhrSteiges zerstört. Zwar ist der Weg durch Reparaturen und Umleitungen mittlerweile wieder durchgängig begehbar. Allerdings stehen entlang des Weges weniger Einkehr- und Übernachtungsmöglichkeiten als früher zur Verfügung.

## Besonderheiten

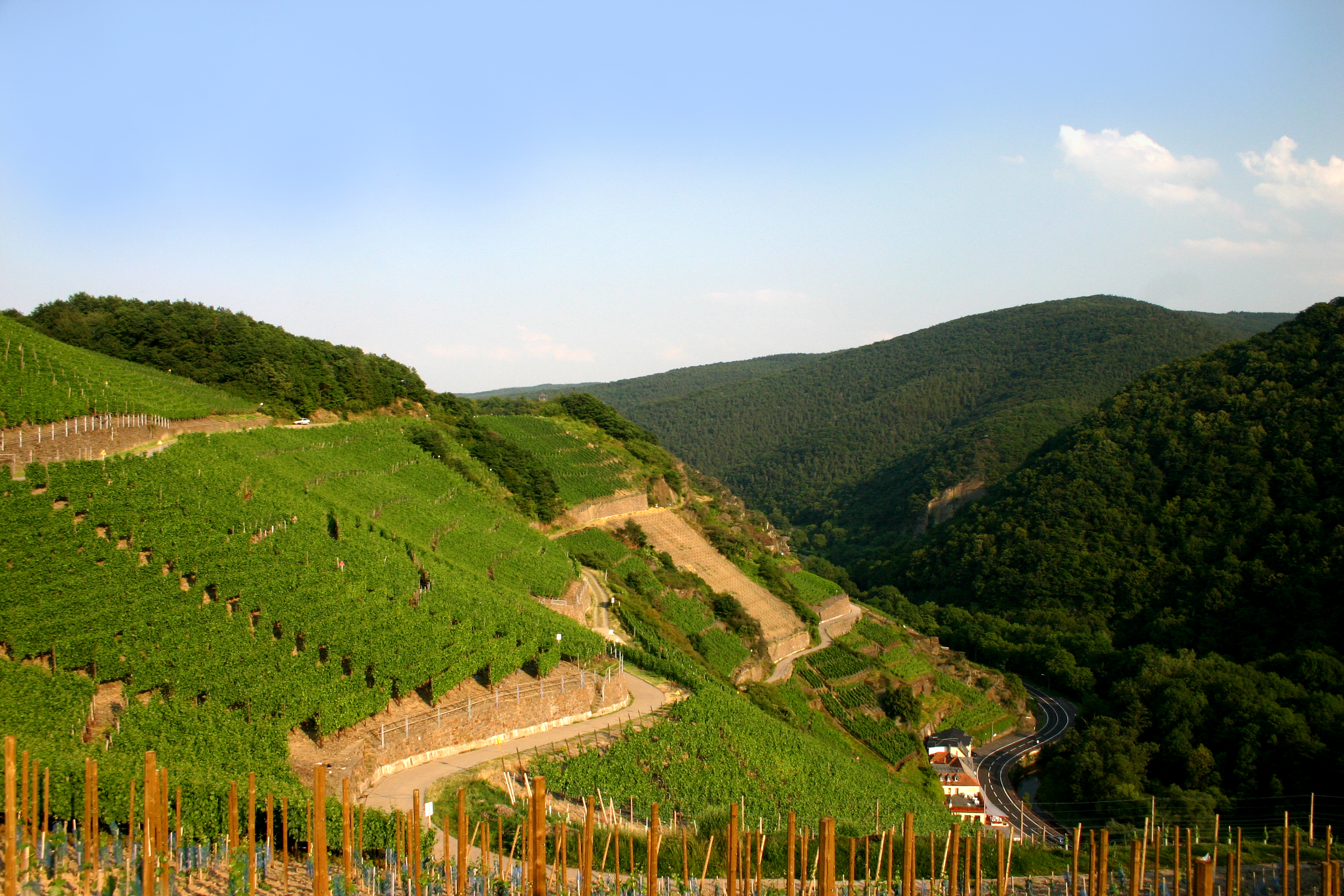
Rotweinwanderweg bei Walporzheim

Das Ahrtal ist in Teilen schon durch Wanderwege wie den eher in Flussnähe verlaufenden Ahrtalweg und den im mittleren Talabschnitt am nach Süden exponierten Hang verlaufenden Rotweinwanderweg erschlossen. Die Anlage des Ahrsteigs wurde 2012 aus dem Europäischen Fonds zur Regionalen Entwicklung und Mitteln der beiden Bundesländer Rheinland-Pfalz und Nordrhein-Westfalen finanziert. Er ist vorerst in zwei Abschnitte geteilt, das obere Ahrtal (Ahrsteig West) und das untere Ahrtal (Ahrsteig Ost). Diese werden zwischen Altenahr und Walporzheim durch die bestehenden Wege, den Ahrtalweg von 16,7 km mit wenig Steigungen und den Rotweinwanderweg von 19 km, sowie zwei weitere mögliche Verbindungswege am rechten Hang von knapp 18 beziehungsweise 20 km verbunden. Das Logo mit den beiden Buchstaben A und S verknüpft die beiden Symbole A = Berg (rot) und S = Flusslauf (blau). Von den beiden Teilstücken sind der untere Abschnitt rot und die Etappen im oberen Ahrtal blau markiert. Der Wanderweg ist gut an den öffentlichen Personennahverkehr angebunden durch Buslinien und die Ahrtalbahn. Auch Beginn und Ende der Strecke sind mit der Bahn erreichbar. Der Weg erhielt im September 2013 durch den Deutschen Wanderverband seine Prämierung als Prädikatswanderweg. Er wird vom Ahrtal-Tourismus in Bad Neuenahr-Ahrweiler betreut und vermarktet. Unterkünfte werden bei zertifizierten "Qualitätsgastgebern Wanderbares Deutschland" und dem normalen Gastgewerbe vermittelt.

## Etappen

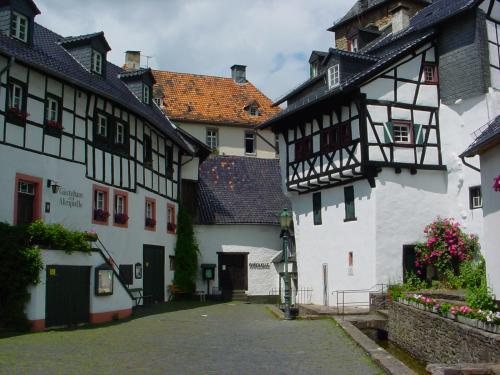
Ahrquelle in Blankenheim

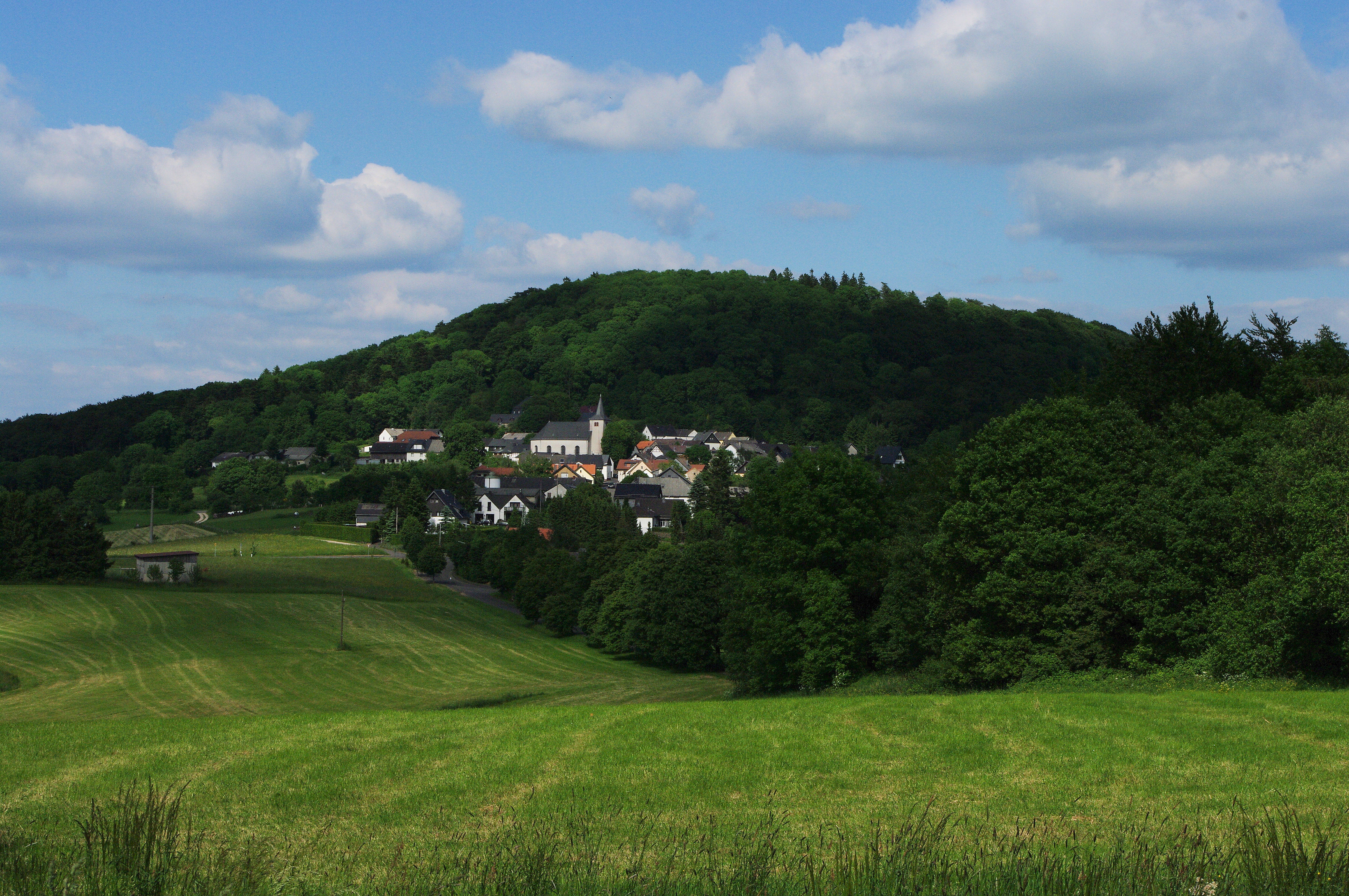
Blick auf die Ortschaft und den Vulkankegel Aremberg

Der Ahrsteig umfasst sieben Etappen zwischen 11 und 19 km. Er führt von Blankenheim nach Sinzig. 
- Von der Ahrquelle in Blankenheim führt der Weg über die Hochfläche sowie auf halber Höhe am Hang der Ahrberge entlang in Richtung Reetzer Mühle. Der Weg entfernt sich nun vom Ahrtal. Er verläuft im Wechsel von freier Flur und Waldpassagen nordostwärts bis zum Freilinger See (11,3 km).
- Vom See aus geht es durch Freilingen, über den Rücken des Hühnerbergs mit Blick bis zur Nürburg und Hohen Acht. Über den höchsten Punkt der Etappe am Gericht verläuft der Weg zumeist durch Waldbestand nach Aremberg am Fuße des gleichnamigen Vulkankegels mit Resten der gleichnamigen Burg (11,7 km).
- Über den 623 m hohen Aremberg und durch das Naturschutzgebiet Aremberg geht es nach Eichenbach, dann durch den Eichenbacher Forst. An der Streitenau wird die Ahr überquert. Der Weg führt an schroffen Sandsteinfelsen vorbei bis Schuld. Hier wird wieder die Ahr überquert und die letzte Wegstrecke führt auf dem linken Ufer, den Verlauf der Ahr nachzeichnend, nach Insul (19,4 km).
- Von dort führt der Weg über Hochfläche der Dümpelhardt, die Linder Höhe – immer außerhalb von Lind bleibend – und den Kotzberg mit jeweils weiten Rundblicken nach Kreuzberg, einem Ortsteil von Altenahr. Ab hier wächst der Ahrwein (17,4 km).
- Von Kreuzberg führt der Weg  nach zweifacher Querung der Ahr hinter Altenahr über die Kuppe der Krähhardt und auf der der Ahr zugewandten Seite durch die Wälder des Mayschosser und Recher Forstes. Anschließend führt er etwas südlich der Saffenburg nach Rech. Über das Gelände der Krausberghütte mit Turm geht es bis zum Ortsrand von Walporzheim (14,5 km).
- Von Walporzheim geht es am rechten Ufer vorbei an Kloster Kalvarienberg und der Lourdeskapelle. Über einen Zuweg wird Bad Neuenahr angebunden (15,7 km).
- Für die letzte Etappe geht es wieder zurück auf die Höhen rechts der Ahr mit einem kurzen Abstecher zur Ruine der Burg Neuenahr. Jenseits der Bundesautobahn 61 erreicht man den Ortsrand von Heimersheim. In Ehlingen kommt man wieder der Ahr nahe. Die Etappe endet offiziell am Schloss Sinzig. Über einen Zuweg erreicht man von hier aus das Naturschutzgebiet Mündungsgebiet der Ahr (16 km).